# Бусловский, Вилорий Вилорьевич
Вилорий Вилорьевич Бусловский (1 декабря 1963, Грозный — 14 сентября 2000, Грозный) — майор милиции, командир СОБР УБОП Калининградской области.

## Биография
Срочную службу проходил во Внутренних войсках МВД.
С 1991 года — на службе в органах внутренних дел.
С 1991 года — разведчик бюро криминального поиска МВД Чечено-Ингушетии.
После прихода к власти Дудаева, вместе с коллегами из Москвы вывез секретные архивы со списками всей агентурной сети местных МВД и КГБ.
С 1992 года служил в Калининграде.

### Участие в контртеррористической операции в Чечне
Пять раз находился в служебных командировках на территории Чеченской Республики, неоднократно был ранен и контужен.
31 декабря 1994 года — одним из первых вступил в город Грозный.
С 14 по 21 декабря 1995 года калининградские собровцы под командованием Бусловского и военнослужащие внутренних войск, находясь в полном окружении, держали оборону здания комендатуры Гудермеса.
В октябре 1999 года его подразделение форсировало реку Терек и с ходу провело зачистку Знаменского.
Выбивал боевиков из населённых пунктов Ассиновская, Ачхой-Мартан, Урус-Мартан.
В 2000 году участвовал в операции в селе Комсомольское.
Из наградного листа на командира СОБРа УБОП по Калининградской области майора милиции Бусловского Вилория Вилорьевича:

3 марта 2000 года майор милиции Бусловский направляется в Чеченскую республику командиром сводного отряда Северного и Северо-Западного РУБОП. 17 марта В. Бусловский лично возглавил вверенные ему подразделения СОБРа и приданные сводные отряды УИНа и ОМОНа и выдвинулся для выполнения поставленной задачи по блокированию и уничтожению боевиков в населённом пункте Комсомольское. Передислокация отряда проводилась в ночное время суток при сложных погодных условиях. Благодаря грамотным и решительным действиям майора милиции Бусловского, личному составу удалось в кратчайшие сроки закрепиться и блокировать боевиков в пойме реки Гойта. Во время операции группа бойцов сводного отряда СОБРа подверглась нападению боевиков. Огонь по позициям вёлся из автоматического и снайперского оружия. Майор милиции Вилорий Бусловский грамотно организовал оборону, что позволило избежать потерь среди личного состава при ведении ночного боя. В этом бою В.Бусловский лично уничтожил снайперскую позицию противника огнём из подствольного гранатомёта.
Ночью 19 марта отряд боевиков численностью более 150 человек предпринял попытку вырваться из окружения через позиции, удерживаемые сводным отрядом милиции под командованием Вилория Бусловского. В ходе шестичасового боя Бусловский, произведя правильную расстановку сил и средств, командовал отражением нападения. В критический момент боя лично возглавил штурмовую группу СОБРа, которая ударила во фланг боевикам. Данный манёвр, профессионально грамотные действия В. Бусловского, его мужество и самоотверженность позволили нанести сокрушительный удар по боевикам, что предопределило исход боя. Потерь среди личного состава сводного отряда не было…

Из наградного листа:

В 5 часов 30 минут 20 марта 2000 года по радиосвязи было получено сообщение, что в русле реки Гойта находится раненый офицер ВС России. Майор милиции Вилорий Бусловский возглавил группу, перед бойцами которой стояла задача найти раненого, эвакуировать его в безопасное место для оказания первой медицинской помощи. Открыв прицельный огонь по противнику, бойцы СОБРа покинули свои позиции и короткими перебежками выдвинулись в указанный район поиска. Собровцы обнаружили раненого офицера и под прицельным огнём противника приступили к его эвакуации. В сложившейся ситуации Вилорий Бусловский принял решение занять выгодную позицию и прикрывать отход группы…

21 марта 2000 года в результате действий его отряда разгромлены отряды Гелаева «Ангел» и «Терек», уничтожен «заместитель министра иностранных дел Ичкерии» Билан Мурзабеков, командовавший одной из групп прорыва.
За пять дней операции в Комсомольском отряд Бусловского не потерял ни одного человека.
Погиб при проведении специальной операции в городе Грозном 14 сентября 2000 года. Похоронен в Калининграде на Старом городском кладбище.

## Награды
- Орден «За заслуги перед Отечеством» IV степени (1996)
- Три ордена Мужества (1995; 2000; 2000)
- Медаль «За отвагу» (1999)
- За мужество в боях с бандитами в Чечне был удостоен особого отличия спецназа Внутренних войск — крапового берета.

### Вопрос о присвоении званияГероя Российской Федерации
В 2000 году, по ходатайству заместителя командующего Объединённой группировки войск на Северном Кавказе генерал-лейтенанта милиции В. Медведицкова был представлен к присвоению звания Героя Российской Федерации.
Из наградного листа:

За значительный вклад в укрепление конституционной законности и территориальной целостности РФ, заслуги перед народом и государством, связанные с совершением геройского подвига, майор милиции Вилорий Вилорьевич Бусловский достоин присвоения звания Героя Российской Федерации.

После гибели офицера наградной лист дополнили и вновь направили в Москву. Решение не принималось, и мать офицера отправила несколько писем. Из МВД России прислали несколько ответов. Начальник отдела по наградам Главного управления кадров и кадровой политики МВД России А. Кирсанов написал:

Уважаемая Людмила Ивановна! Ваше обращение по вопросу присвоения звания Героя Российской Федерации Вашему мужу майору милиции Бусловскому В. В., поступившее из Управления Президента РФ по государственным наградам, рассмотрено… Заслуг, предусмотренных Положением о звании Героя РФ, в его действиях не усматривается.

## Память

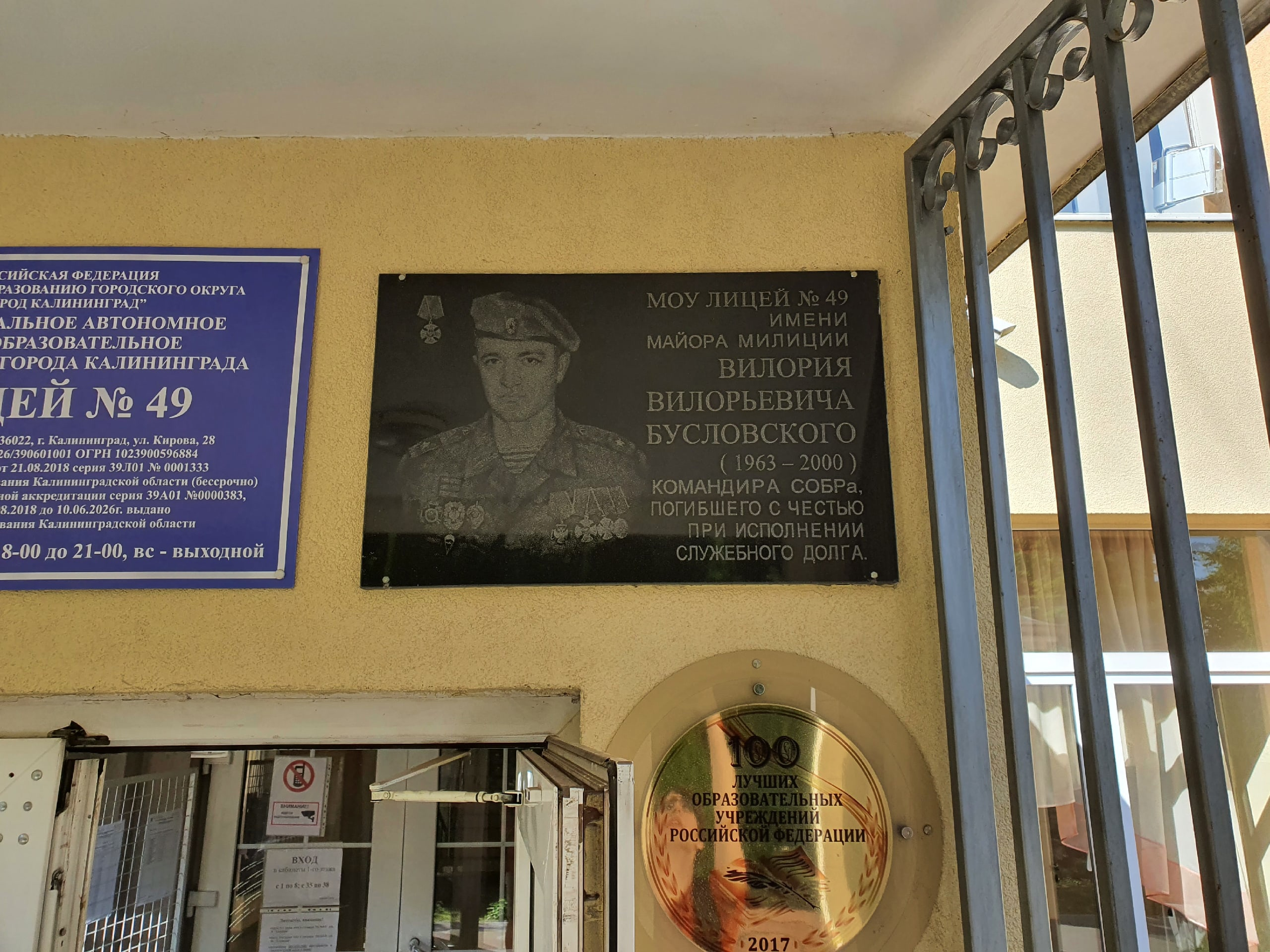
Памятная доска на здании 49-го лицея имени В. Бусловского

- С 2000 года в Калининграде ежегодно проводится военно-спортивный кросс с тактическими элементами, посвящённый памяти командира Калининградского СОБРа майора милиции Вилория Бусловского.
- Именем В. Бусловского названа одна из улиц Калининграда, а 4 июня 2006 года на этой улице торжественно открыта памятная доска.
- В 2001 году 49-й лицей Калининграда получил имя В. Бусловского, на здании открыта мемориальная доска, а с 2007 года в лицее действует музей, посвящённый жизни и деятельности майора Бусловского.
- В честь В.В. Бусловского названа улица в г. Калининград
- О жизни офицера снят документальный фильм «Вилорий Бусловский», удостоенный в 2007 году награды на кинофестивале DetectiveFEST.[2]